# Lower Manhattan Expressway
El Lower Manhattan Expressway (también conocido como Canal Street Expressway o LOMEX) fue un controvertido plan para una vía expresa sobre el Bajo Manhattan conceptualizado por el urbanista Robert Moses a principios de los años sesenta. Era una autovía elevada de ocho carriles que se extendería desde el río Este al Río Hudson, conectando el Túnel Holland en el lado oeste y los puentes de Williamsburg y Puente de Manhattan al este. Para 1961, Moses había puesto en marcha dos inmensas iniciativas federales, que habrían sido niveladas a lo largo de catorce manzanas Calle Broome en SoHo. La construcción de la carretera hubiese requerido que muchas estructuras históricas fuesen destruidas, y hubiese desplazado a unas 1.972 familias y 804 empresas.
El plan final, aprobado por la Junta de Estimaciones el 15 de septiembre de 1960, hubiese costado más de $80,000,000, después aumentando a $100,000,000. En las estimaciones de 1962 en el The New York Times se mostró que de $100 millones $90 millones hubiesen sido del Gobierno Federal, $10 del estado de Nueva York y $220,000 de los fondos de la ciudad. La vía hubiese sido principalmente elevada, con desvió en el Puente de Williamsburg, pasando sobre la Calle Chrystie y la Conexión de la Calle Chrystie del Metro de la ciudad de Nueva York. Aunque si se construyó una pequeña sección directamente bajo la Calle Chrystie, localizada en el borde alineado con el borde norte de la Calle Broome; el costo total para esta sección de 155 pies (48 metros) fue de $1,017,585 y fue aceptada el 26 de enero de 1961 y completada en 1964.
En la cancelación del proyecto fue crucial la reacción ciudadana movilizada por la activista Jane Jacobs